# Hypsicera fuscipilosa
Hypsicera fuscipilosa là một loài tò vò trong họ Ichneumonidae.